# Oromowie
Oromowie (Oromo) – grupa plemion kuszyckich, zamieszkujących głównie południową Etiopię i przyległe tereny północnej Kenii. Ich pierwotną siedzibą były tereny dzisiejszej Somalii, skąd wywędrowali w XV wieku. Podstawą gospodarki jest hodowla zwierząt, u wschodnich plemion także rolnictwo.
Oromowie posługują się językiem oromo należącym do języków kuszyckich. W 1983 roku ich liczebność wynosiła ok. 14,5 mln.